# Phụ nữ (báo)
Báo Phụ nữ (tên đầy đủ: Báo Phụ nữ Thành phố Hồ Chí Minh,  tên gọi ban đầu: Báo Phụ nữ Sài Gòn) là cơ quan ngôn luận trực thuộc Thành ủy Thành phố Hồ Chí Minh ra mắt số báo in đầu tiên vào ngày 19 tháng 5 năm 1975 nhân kỷ niệm lần thứ 85 ngày sinh của Nguyễn Ái Quốc. Đây là tờ báo đầu tiên ở Sài Gòn cho ra đời các ấn phẩm phụ vào năm 1982.

## Lịch sử
Nhật báo ra mắt vào ngày 19 tháng 5 năm 1975, trùng với thời điểm sinh của Chủ tịch Hồ Chí Minh với tên gọi khi thành lập là Báo Phụ nữ Sài Gòn, sau đó đổi thành Báo Phụ nữ Thành phố Hồ Chí Minh. Ấn phẩm là cơ quan ngôn luận trực thuộc Hội Liên hiệp Phụ nữ Thành phố Hồ Chí Minh nằm dưới sự điều hành của Thành ủy. Năm 2010, Phụ nữ được trao tặng Huân chương Lao động hạng nhất, và năm năm sau thì khánh thành Trung tâm Bồi dưỡng kiến thức Phụ nữ tại Phường Thảo Điền, Quận 2. Chiều ngày 3 tháng 4 năm 2009, trang tin điện tử với tên miền phunuonline.com.vn ra đời tích hợp công nghệ quản trị website SharePoint của Microsoft.
Cuối năm 2020, bà Lý Việt Trung được bổ nhiệm làm tân Tổng biên tập của Phụ nữ. Ba năm sau, tờ báo đã trao 248 suất học bổng, mỗi suất trị giá 2 triệu đồng cho các nữ sinh gặp hoàn cảnh khó khăn trên địa bàn thành phố, đồng thời phát động cuộc thi viết về Sài Gòn với giải đặc biệt trị giá 70 triệu đồng nhằm tôn vinh các thành tựu về kinh tế, văn hóa, xã hội cùng những công trình làm thay đổi diện mạo thành phố.

## Tranh cãi
Tháng 8 năm 2018, Phụ nữ gây xôn xao dư luận khi đăng bài phê phán Vingroup về những dự án gây lo ngại trong quá trình xây dựng sẽ lấn chiếm mặt sông Sài Gòn. Ngày 28 tháng 5 năm 2020, Bộ Thông tin và Truyền thông đã xử phạt hành chính tờ báo 55 triệu đồng, tước giấy phép hoạt động báo chí điện tử 1 tháng và buộc phải cải chính, xin lỗi do đăng tin tức sai sự thật gây ảnh hưởng đến tập đoàn Sun Group. Tuy nhiên một ngày sau đó, Phụ nữ tiếp tục xuất bản bài luận với tựa đề "Báo Phụ nữ TPHCM đã sai phạm những gì?" trên phiên bản báo giấy để phản biện lại quyết định của Cục Báo chí. Thời điểm bản tin lên án tập đoàn này khi vừa ra mắt vào năm 2019 đã tạo nên một làn sóng tranh luận trên các trang mạng xã hội, vì Sun Group – cũng giống như Vingroup, đều được xem là những công ty có sức ảnh hưởng lớn và thuộc vùng cấm đối với giới phóng viên.

## Danh hiệu
Đầu thế kỷ 21, Phụ nữ được trao tặng Huân chương Lao động hạng Ba, năm 2006 đón nhận Huân chương Lao động hạng Nhì và bốn năm sau thì nhận về Huân chương Lao động hạng Nhất.
| Quốc gia | Năm  | Giải thưởng                    | Ct.    |
| -------- | ---- | ------------------------------ | ------ |
| Việt Nam | 2000 | Huân chương Lao động hạng Ba   | [ 1 ]  |
| Việt Nam | 2006 | Huân chương Lao động hạng Nhì  | [ 20 ] |
| Việt Nam | 2010 | Huân chương Lao động hạng Nhất | [ 21 ] |